# Temalangeni Dlamini
 Temalangeni Mbali Dlamini (ur. 16 lipca 1987 w Mbabane) – suazyjska lekkoatletka.
Wystartowała na igrzyskach olimpijskich w Pekinie w biegu na 400 metrów. W Pekinie uzyskała 59,91 sekund (odpadła w eliminacjach). Ponadto w Pekinie była chorążym ekipy.